# Simone Buonaccorsi
Simone Buonaccorsi (ur. 17 listopada 1708 w Maceracie, zm. 27 kwietnia 1776 w Rzymie) – włoski kardynał.

## Życiorys
Urodził się 17 listopada 1708 roku w Maceracie, jako syn Raimonda Buonaccorsiego i Francesci Bussi. Początkowo szkolił się w zakresie nauk humanistycznych, a następnie zdecydował się na karierę kościelną, więc rozpoczął studia teologiczne i prawa kanonicznego. Po studiach wstąpił do Kurii Rzymskiej i został referendarzem Najwyższego Trybunału Sygnatury Apostolskiej, wicelegatem w Ferrarze i relatorem Świętej Konsulty. W 1746 roku miał zostać nuncjuszem we Florencji, jednak nie mógł objąć stanowiska, z powodu zerwania stosunków dyplomatycznych pomiędzy Stolicą Piotrową a Wielkim Księstwem Toskanii (gdyż książę zniósł trybunał inkwizycji w Toskanii i ignorował protesty papieża). 18 lipca 1763 roku Buonaccorsi został kreowany kardynałem prezbiterem i otrzymał kościół tytularny San Giovanni a Porta Latina. 17 grudnia tego samego roku przyjął święcenia kapłańskie. W sporze o kasatę jezuitów, opowiedział się przeciwko temu pomysłowi i był zwolennikiem zakonu. W połowie lat 70. XVI wieku został prefektem ds. ekonomicznych Kongregacja Rozkrzewiania Wiary, a następnie – prefektem Kongregacji Dyscypliny Zakonników. Zmarł 27 kwietnia 1776 roku w Rzymie.